# Rosa sect. Gymnocarpae
Las Gymnocarpae son una de las 11 secciones existentes dentro del Subgénero Eurosa.

## Características generales
Las hojas son compuestas imparipinnadas y cuentan de 5 a 7 foliolos. 
Las flores, varían de color según las especies de blanco a rosado o rosa intenso, son simples, con cinco sépalos lobulados y están reunidas en corimbos.
En las Gymnocarpae, el número cromosómico de base es n =7; también está presente como diploide, es decir, 2n = 14. También hay poblaciones Tetraploides.
Este pequeño grupo de especies difieren de otros grupos en el receptáculo caduco sobre el fruto.
La reproducción puede ser autogama o alogama. Los cruces interespecíficos son comunes en la sección.
Los tallos de las flores también son muy espinosos.

## Origen y distribución
Una especie proviene de América del Norte (Rosa gymnocarpa), las otras de Asia oriental (China continental).

## Principales especies
- Rosa beggeriana Schrenk,
- Rosa gymnocarpa Nutt.,
- Rosa willmottiaeHemsl.

Algunas de las rosas sect. Gymnocarpae
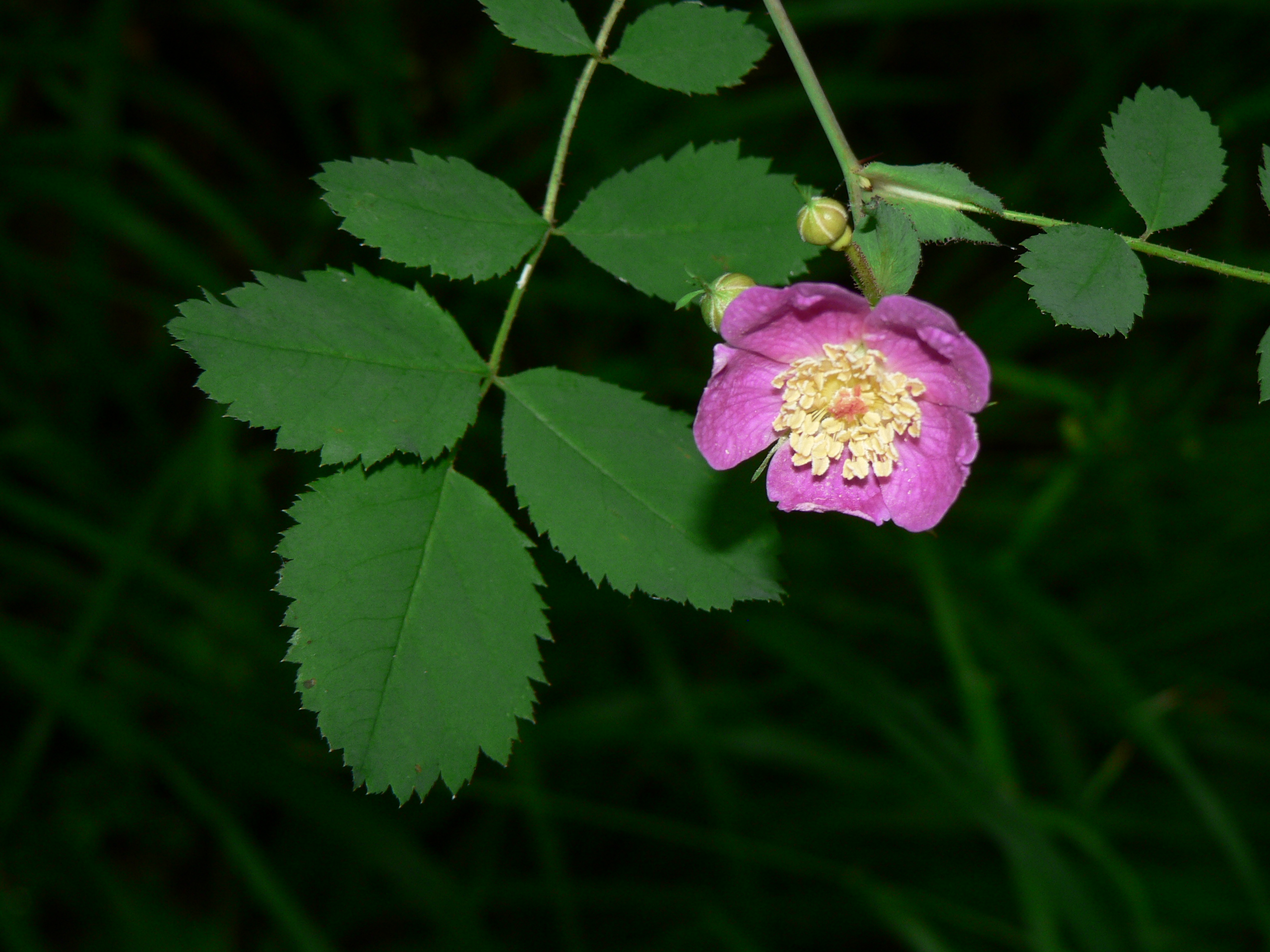
Rosa gymnocarpa.
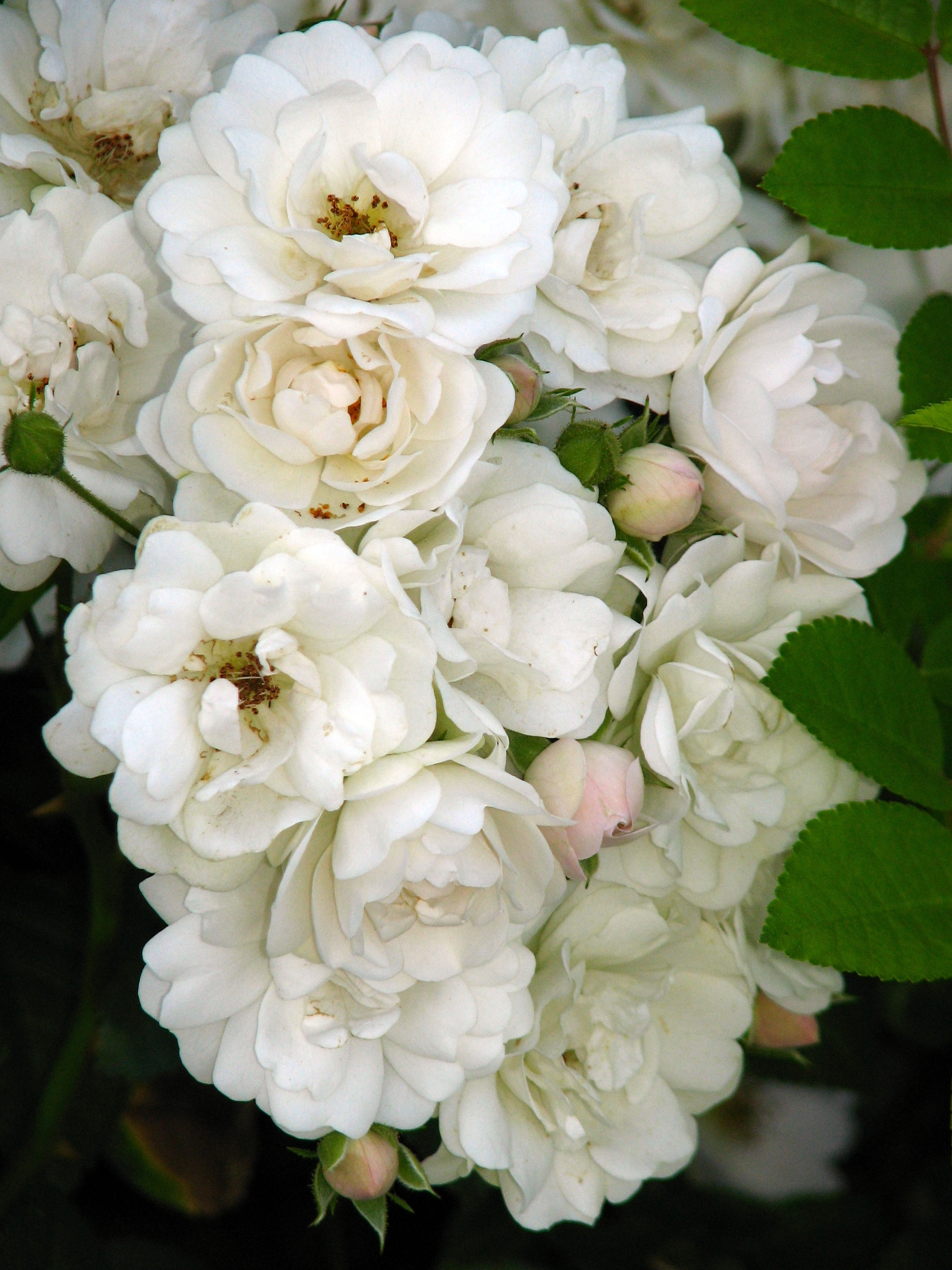
Rosa 'Polstjarnan' variedad cultivar obtenida a partir de Rosa beggeriana.
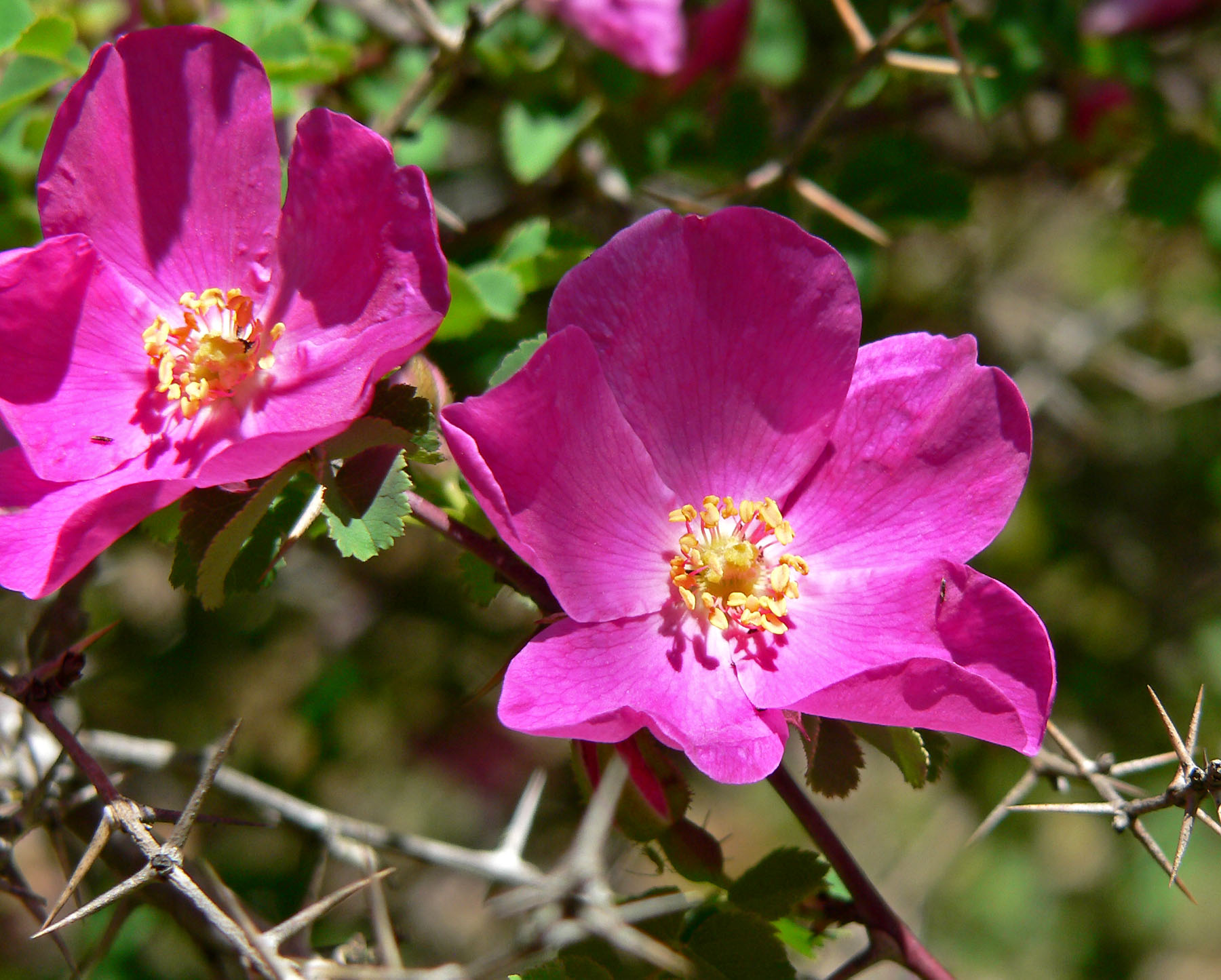
Rosa willmottiae.